# Snärjmåra
Snärjmåra (Galium aparine L.) är en ört tillhörande familjen måreväxter. Namnet kan förtydligas som vitblommig snärjmåra för att skilja den från förväxlingsarten (grönblommig) småsnärjmåra.
Växten är ettårig och dör efter frösättningen. Frön kan emellertid gro redan samma år och övervintra.
Ordet snärjmåra finns i skrift belagt i svenska språket sedan 1792.

## Beskrivning
Plantan blir mellan 30 och 120 cm lång, i enstaka fall ända till 300 cm.. Både stjälken och bladen är försedda med små krokborst, som gör att plantan mycket lätt fastnar i både djurs päls och på människors kläder. Detta är ett sätt för växten att sprida sig.
Den fyrkantiga stjälken är oftast nedliggande. Den är grenad på ett fåtal ställen. Stjälken bryts lätt vid belastning, vilket bidrar till växtens stora spridningsförmåga.
Roten är en pålrot, som kan tränga ner ända till 35 cm. På roten kan finnas svampar i symbios, men saknas ofta.
Bladen sitter i kransar i flera plan utefter stjälken. Varje krans innehåller 6 à 8 blad, 12 – 60 mm långa och 3 – 8 mm breda. På bladens ovansida sitter uppåtriktade borst; borsten på bladkanten är riktade bakåt.
Snärjmåra blommar från juni till september. Blommorna är vita, 1,5 till 3 mm i diameter och sitter i knippen om 2 till 5. Blomman har 4 kronblad, 1 pistill och 4 ståndare. Pistillen har 2 märken, vilket styr den kommande fruktsättningen i 2 rum.
Varje planta kan ge upphov till mellan 300 och 400 frukter.
Frukten är två-rummig med en skiljevägg emellan. Till det yttre ser det ut som två hopklistrade kulor. Vardera rummet innehåller 1 frö. En mogen frukt väger 7 – 9 mg, det kulformade fröet ca 3,7 mg.
Snärjmåra är idag ett av de vanligaste förekommande ogräsen inom jordbruksproduktionen. 2003 fanns det snärjmåra på 12 % av all åkerareal i Sverige enligt en undersökning. Snärjmåra är både höst- och vårgroende. Det är framförallt ett problem på åkermark med en hög lerhalt, och vid reducerad jordbearbetning, så kallat plöjningsfri odling.
Snärjmårans långa rot kan suga ut de näringsämnen, som annars kommit den önskade grödan till del.
Snärjmåra är ganska motståndskraftig mot kemisk bekämpning. Starka plantor kan repa sig och fortsätta fröa av sig. Medel som prövats är 
- Fluroxypyr, C7H5Cl2FN2O3
- Mecoprop, C10H11ClO3
- Florasulam, C12H8F3N5O3S
- Amidosulfuron, C9H15N5O7S2

Snärjmåra innehåller mycket askorbinsyra (C-vitamin).
Kromosomtal 2n = 42, 44, 66 och 88. Orsaker till att flera värden förekommer för formellt samma art kan diskuteras. Därvid är att notera att 44, 66 och 88 är multiplar av 11, däremot icke 42, vad nu det kan ha för betydelse vid genetisk klassifikation av varieteter.

## Utbredning

### Biotop
Skuggtålig, gynnad av nitrater och fosfater.
pH bör ligga mellan 5,5 och 8.
På hösten grodda frön klarar vinterkyla ned till —17 °C.
Snärjmåra har följt människan sen yngre stenåldern, och finns därför intill bebyggelse och där människor präglat marktypen, t.ex. ruderatmark.

### Habitat
Snärjmåra är mycket vanlig i större delen av Europa och ett stycke österut i tempererade delar av Asien.
I nordväst-Afrika finns den i Atlasbergen.
I bergsområden når snärjmåra 1 200 m ö h, undantagsvis upp till 1 400 m ö h.
I Norge når den latitud 70°, men i övriga Norden saknas snärjmåra norr om polcirkeln.
Efter introduktion i Nordamerika numera spridd i många delstater i USA samt på sina håll i Kanada.

#### Utbredningskartor
- Norden
- Norra halvklotet 
  - Ej ursprunglig i Nordamerika

## Relation till människan

### Filter, folkmedicin, livsmedel
Snärjmåra har förr använts för att sila mjölk. I senare tid ersatt av ulaxfilter.
Plinius den äldre använde snärjmåra mot bett av ormar och spindlar samt mot ont i öronen och för att stoppa blödningar.
I nutida folkmedicin används snärjmåra, färsk eller torkad, som diuretikum, för att dämpa inflammationer i muskler, mot sömnlöshet, söndermalet till en gröt vid behandling av hudproblem.
Färska blad kan användas i grönsaksoppor. En dekokt på torkade blad kan ge dryck (ofta felaktigt kallat te).
Färska frukter kan ätas som de är, och kan läggas i en grönsallad. Torkade frukter kan användas som surrogat för kaffe, ty de innehåller en smula koffein.
Inom homeopati används blommande kvistar av snärjmåra, där kallat Gali, för behandling av någon åkomma.

### Mat åt andra
En "användning" är som mat åt minst 40 insektarter (larver), t.ex.:
- Sminthurus viridis
- Timarcha tenebricosa, jättebladbagge
- Dasineura aparines
- Dasineura galiicola
- Liriomyza morio
- Paraphytomyza anteposita
- Paraphytomyza orphana

För somliga av dessa passar inga andra växter som mat än just snärjmåra.
En del svampar angriper snärjmårans överjordiska delar och betraktas som sjukdomar för snärjmåra (men svampar i symbios på roten är nyttiga för växten):
- Erysiphe galii (Leotiomycetes)
- Leptosphaeria galiorum (Pleosporales)
- Leptosphaeria scitula (Pleosporales)
- Puccinia difformis (Uredinales), rostsvampar
- Puccinia punctata (Uredinales)
- Phomopsis elliptica (Hyphomycetes)

### Klängväxt
Snärjmåra har av äldre botaniker skämtsamt kallats Aparine philantropos (Latin philantrops = människovän, p.g.a. att växten klänger sig fast i kläderna). Aparine philantropos ska dock inte uppfattas som en erkänd synonym till Galum aparine.

## Varianter och namn

### Varieteter
Två ekologiska skillnader har identifierats: Den ena typen håller till på öppna fält, t.ex. åkermark; den andra föredrar mer skuggiga platser, såsom intill häckar o d.
I Sverige förekommer två varieteter av snärjmåra:
- Galium aparine var. aparine – Vanlig snärjmåra
- Galium aparine var. marinum Fr. – Strandsnärjmåra

### Hybrider
Inga hybrider är kända.

### Etymologi
- Släktnamnet Galium kommer av grekiska γάλα, gala = mjölk. Att snärjmåra förr i tiden användes för att sila mjölk, var Linné bekant, när han skulle ge växten ett latinskt namn. Möjligen är det detta som inspirerade honom till valet.
- Vid valet av aparine som artepitet tänkte Linné sannolikt på att Theofrastos och Plinius den äldre under romerska rikets tidiga historia kallade snärjmåra ἀπαρίνη, aparine = gripa tag i.

### Synonymer
- Aparine hispida Moench., 1794 nom. superfl.
- Aparine vulgaris Hill, 1770
- Asperula aparine
(L.) Besser, 1809, nom. illeg.
- Asperula aparine var. aparine (L.) Nyman, 1879, nom. inval.
- Asterophyllum aparine (L.) Schimp. & Spenn., 1829
- Crucianella purpurea Wulff ex Steud., 1840
- Galium aculeatissimum Kit. ex August (Agoston, Agost) Kanitz Kanitz
- Galium adhaerens Gilib., 1782
- Galium agreste Wallr., 1822
- Galium aparine ssp. agreste P.D.Sell, 2006
- Galium aparine var. agreste P.D.Sell, 2006
- Galium aparine L. f. aparine
- Galum aparine ssp. aparinella (Lange ex Cutanda) Jauzein, 1995
- Galium aparine var. aparinella (Lange ex Cutanda) Ortega Oliv., Devesa, Muñoz Garm, Herrero & R.Gonzalo, 2007
- Galium aparine var. echinospermum (Wallr.) T.Durand, 1899
- Galium aparine var. fructibushispidis Franch., 1883
- Galium aparine var. hamatum (Hocht. ex A.Rich.) Hook.f., 1861
- Galium aparine var. hirsutum Mert. & W.D.J.Koch
- Galium aparine ssp. infestum Schübl & G.Martens, 1834
- Galium aparine var. infestum (Waldst. & Kit.) Wimm. & Grab., 1827
- Galium aparine f. intermedium (Mérat) R.J.Moore, 1975
- Galium aparine var. intermedium (Mérat) Bonnet, 1883
- Galium aparine f. leiocarpum Makino, 1903
- Galium aparine var.
leiospermum (Wallr.) T.Durand, 1899
- Galium aparine var.
microphyllum Clos, 1848
- Galium aparine var. minor Hook., 1833
- Galium aparine var. minor Benth., 1867 nom. illeg.
- Galium aparine f. pautiflorum
(Bunge) Maxim., 1873
- Galium aparine var. pseudoaparine (Griseb.) Speg., 1897
- Galium aparine f. spurium (L.) B.Boivin, 1966
- Galium aparine ssp. spurium (L.) Hartm., 1846
- Galium aparine var. spurium Coss., 1925
- Galium aparine var. spurium (L.) W.D.J.Koch, 1835
- Galium aparine var. spurium Hiern, 1877 nom. legitimate
- Galium aparine f. strigosa (Thunb.) Maxim,1873
- Galium aparine var. subglabrum Peterm., 1838
- Galium aparine f. tenerum (Gren. & Godr.) Haller, 1833
- Galium aparine ssp. tenerum (Gren. & Godr.) Cout, 1939
- Galium aparine unranked tenerum Rebb.
- Galium aparine var. tenerum (Gren. & Godr.) Rchb.f., 1855
- Galium aparine f. vallantii (DC.) W.D.J.Koch, 1835
- Galium aparine var. vallantii (DC.) W.D.J.Koch, 1835
- Galium aparine var. verum Wimm. & Grab.
- Galium aparinella Lange ex Cutanda, 1861
- Galium asperum Honck., 1782, nom. illeg.
- Galium australe Reiche., 1900, nom. superfl.
- Galium borbonicum var. makianum Cordem., 1895
- Galium charoides Rusby, 1934
- Galium chilense Hook.f., 1846
- Galium chonosense Clos, 1848 nom. superfl.
- Galium hispidum Willd., 1809
- Galium horridum Eckl. & Zeyh., 1837, nom. illeg.
- Galium intermedium Mérat, 1831, nom. illeg.
- Galium lappaceum Salisb., 1796 nom. superfl.
- Galium larecajense Wernham, 1912
- Galium oliganthum Nakai & Kitag., 1934
- Galium parviflorum Maxim., 1859 nom. illeg.
- Galium pauciflorum Bunge, 1833, nom. illeg.
- Galium pseudoaparine Griseb., 1854
- Galium scaberrimum Vahl ex Hornem., 1813
- Galium segetum K.Koch, 1843
- Galium spurium var. echinospermum Desp., 1838
- Galium spurium var. echinospermum (Wallr.) Farw., 1917
- Galium tenerrimum Schur, 1866
- Galium uliginosum Thunb., 1784, nom. illeg.
- Galium uncinatum Gray, 1821
- Galion aparinum (L.) St.-Lag., 1880
- Rubia aparine (L.) Baill., 1880

### Dialektala namn
| Namn         | Trakt             | Referens | Kommentar |
| ------------ | ----------------- | -------- | --- |
|              |                   |          | |
| Knappa-skörr |                   | [ 5 ]    | |
| Lové         | Sydöstra Blekinge |          | |
| Skörv        | Skåne             | [ 6 ]    | |
| Snärj(e)gräs |                   | [ 4 ]    | I Småland används denna benämning även om Galium infaustum och Galium spurium, Lille-snärjegräs = Småsnärjmåra |
| Snärpegräs   | Bohuslän          | [ 7 ]    | |
| Tina         |                   | [ 8 ]    | Brukas mest i pluralis (tinor)                                                                                 |
| Vatten-binda | Roslagen          | [ 9 ]    | |

## Bilder

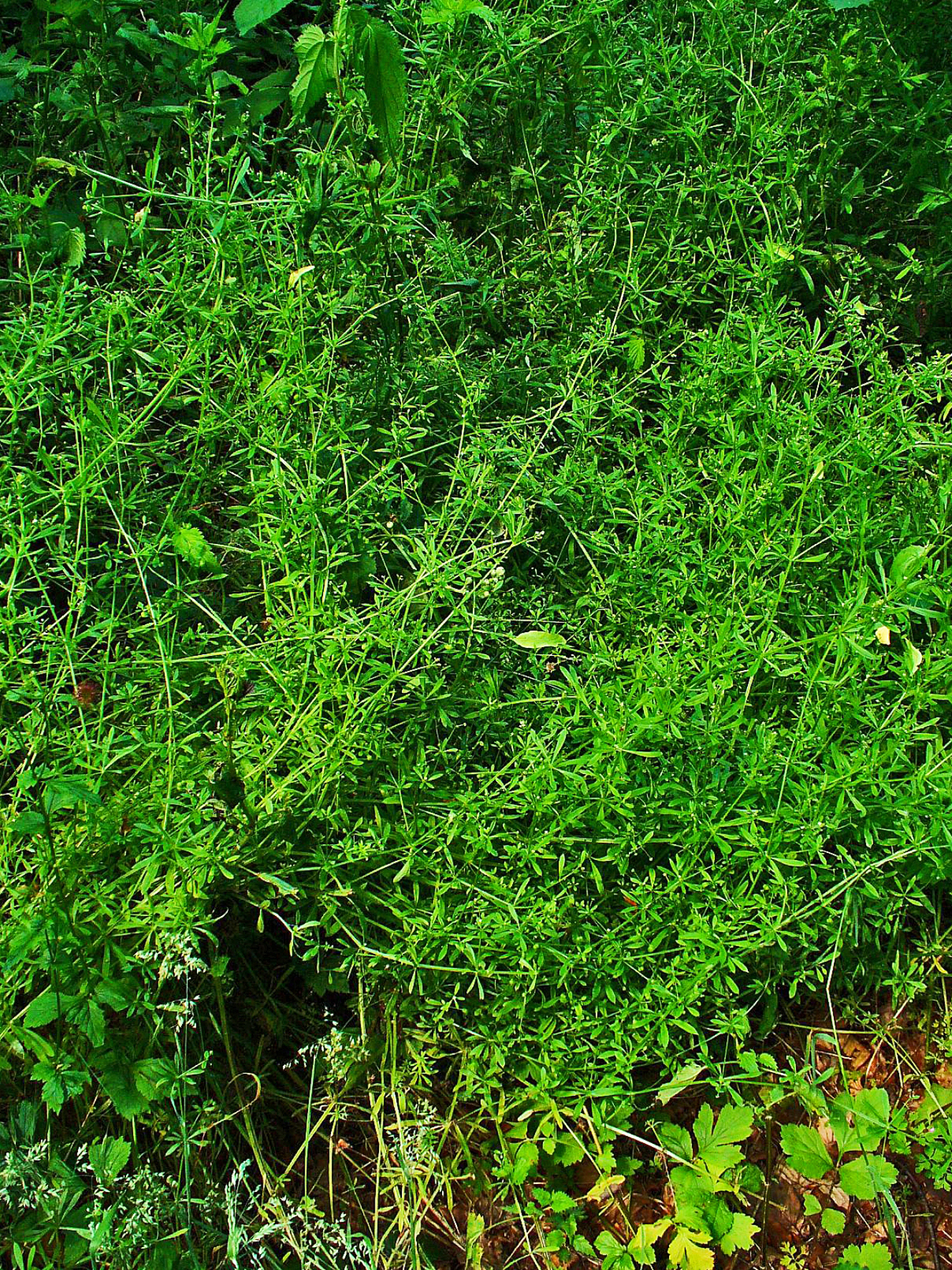
Habitat
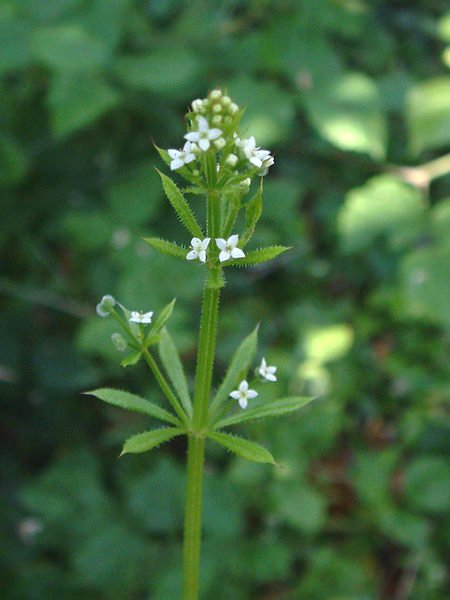
Skaftade blommor i bladkransarna
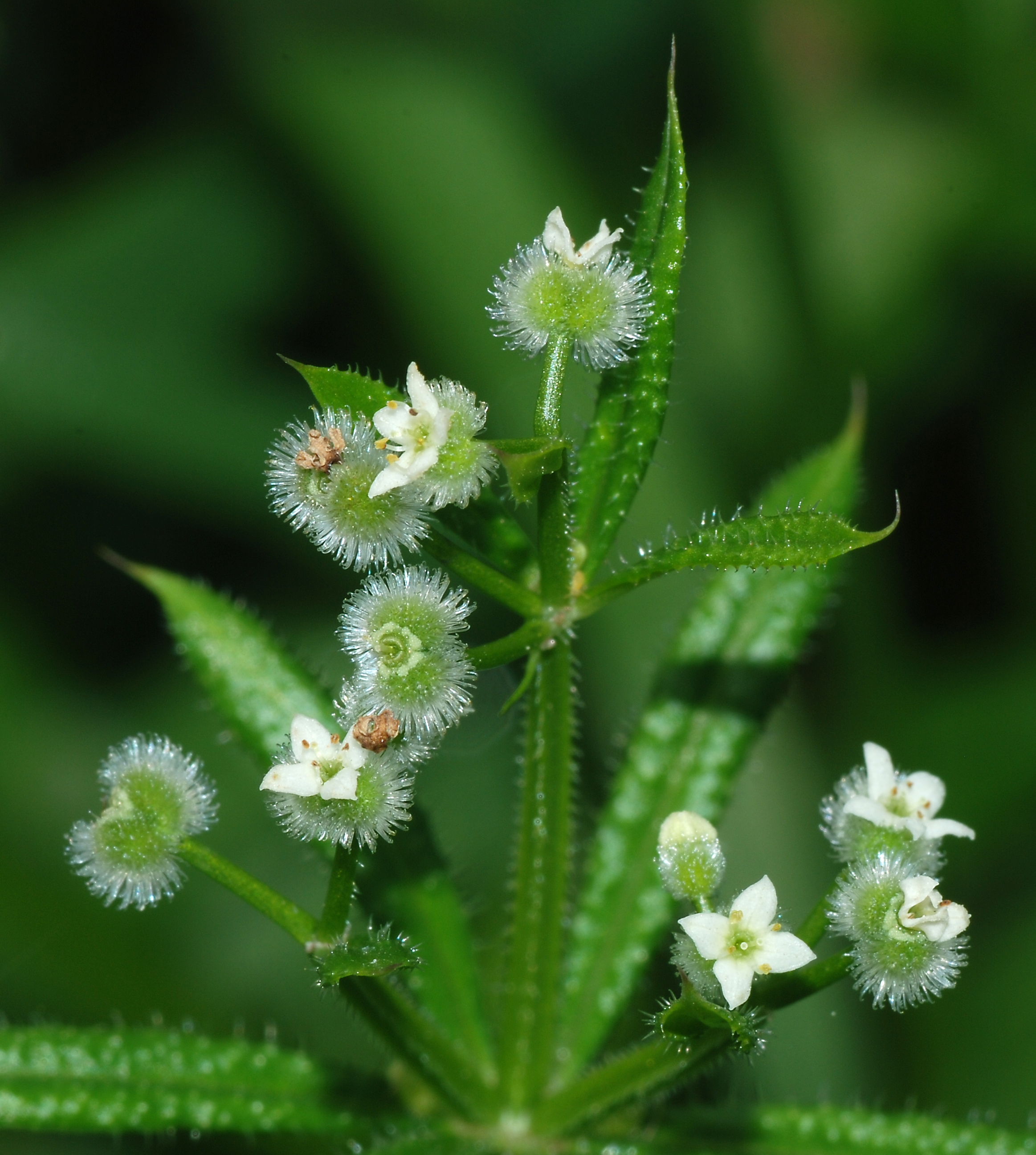
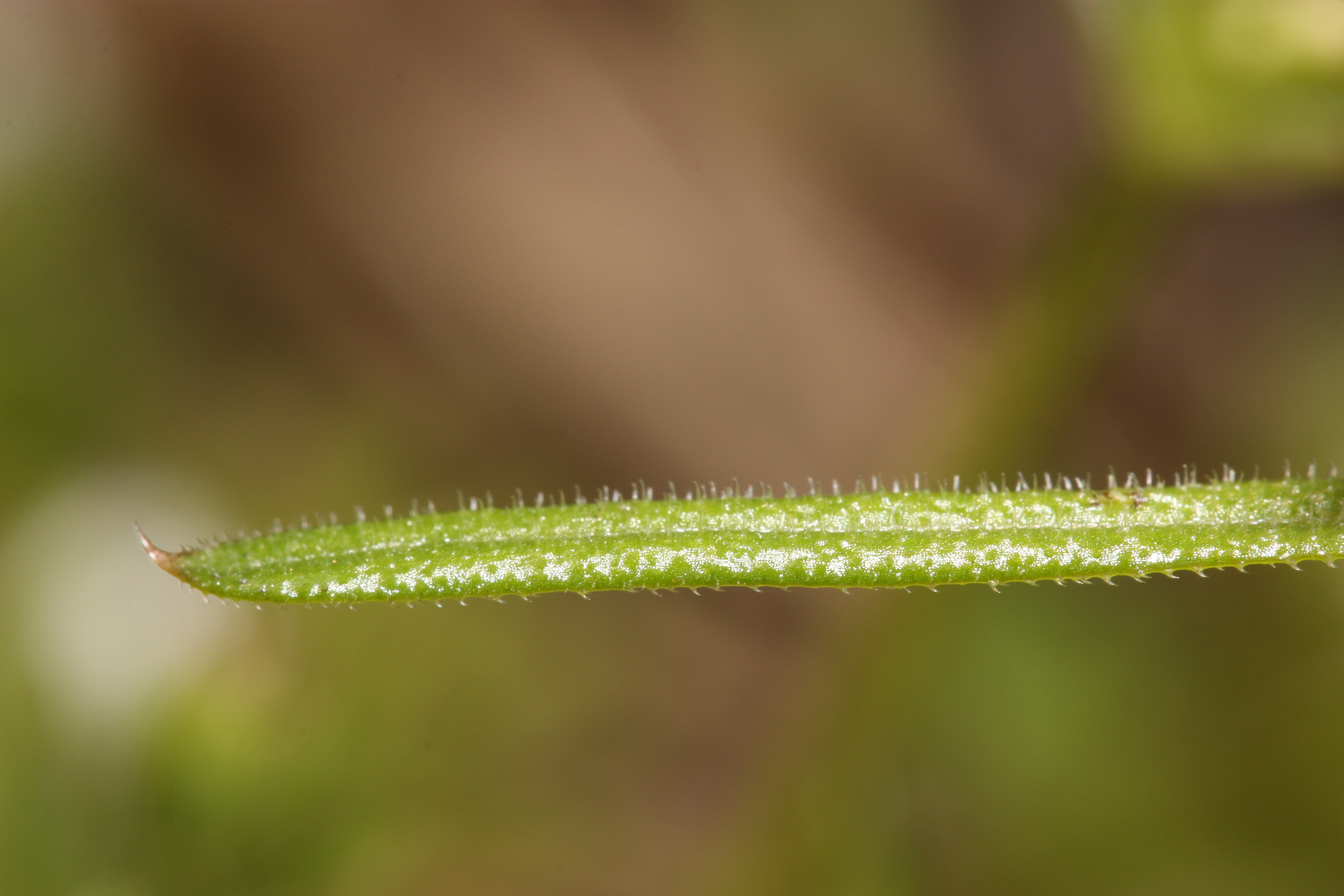
Massor med krokborst på bladens ovansida
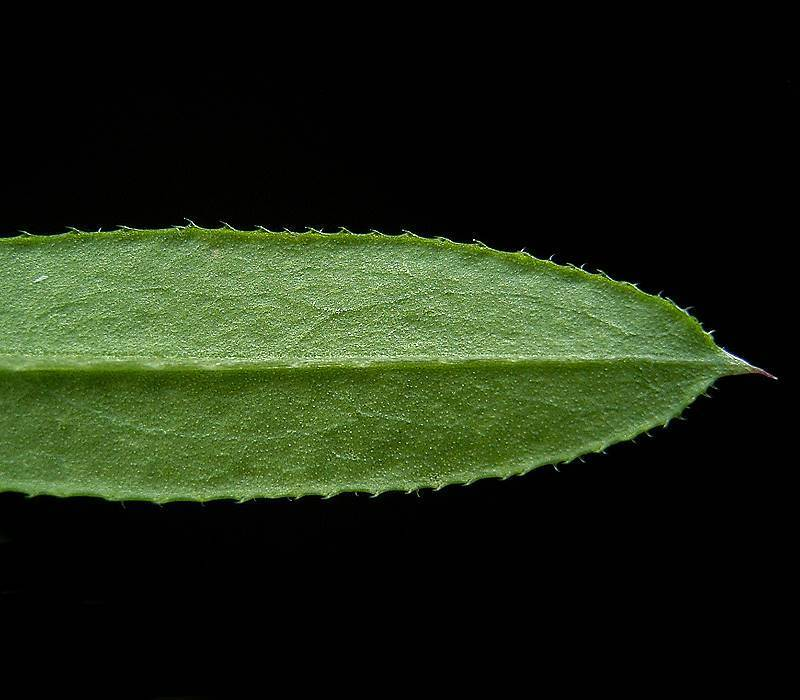
Undersidan av bladet saknar borst, men de vid kanten syns tydligt Lägg märke till piggen på bladets spets
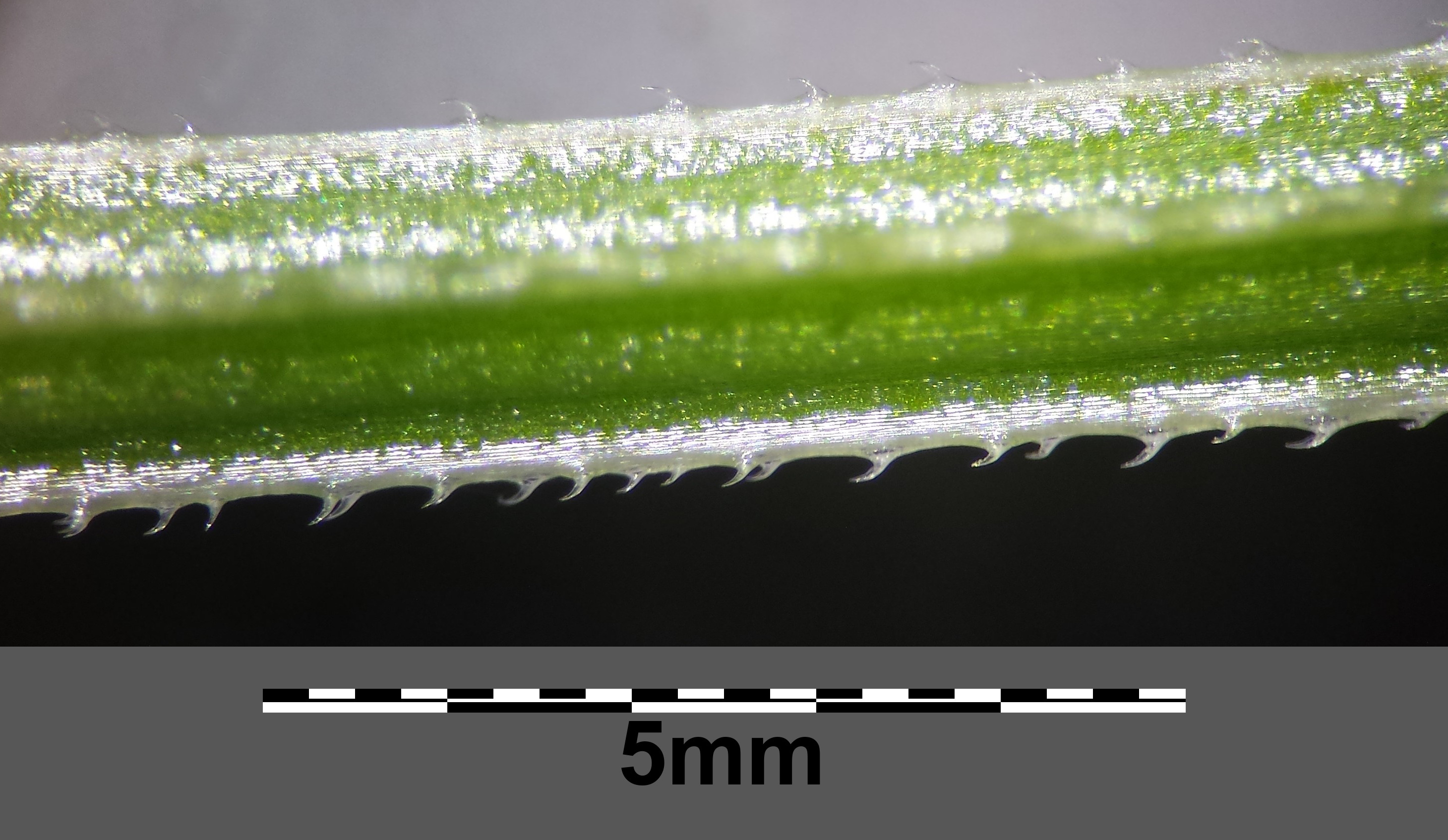
Även stjälkarna är fulla med borst
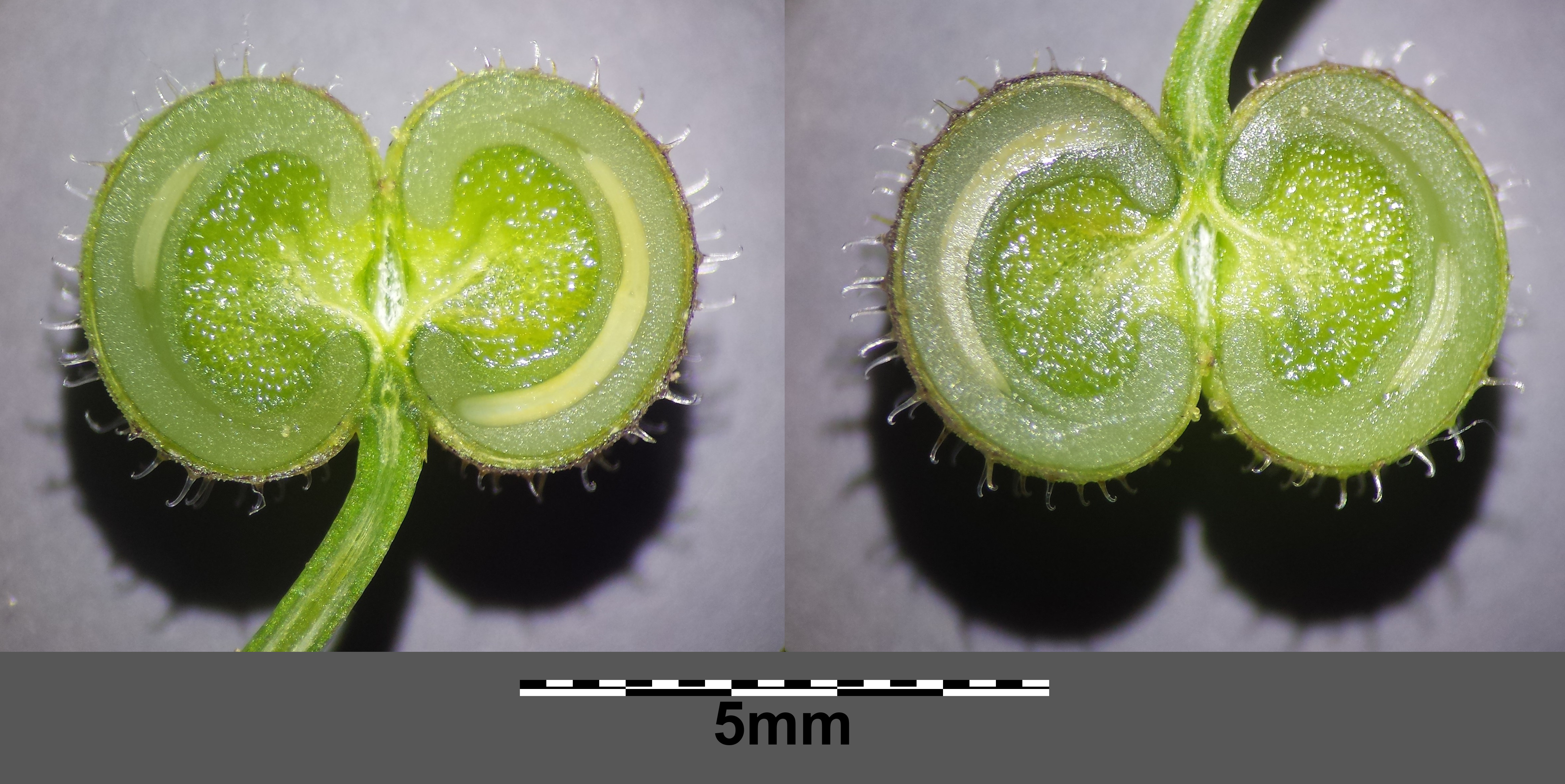
Ituskruren frukt
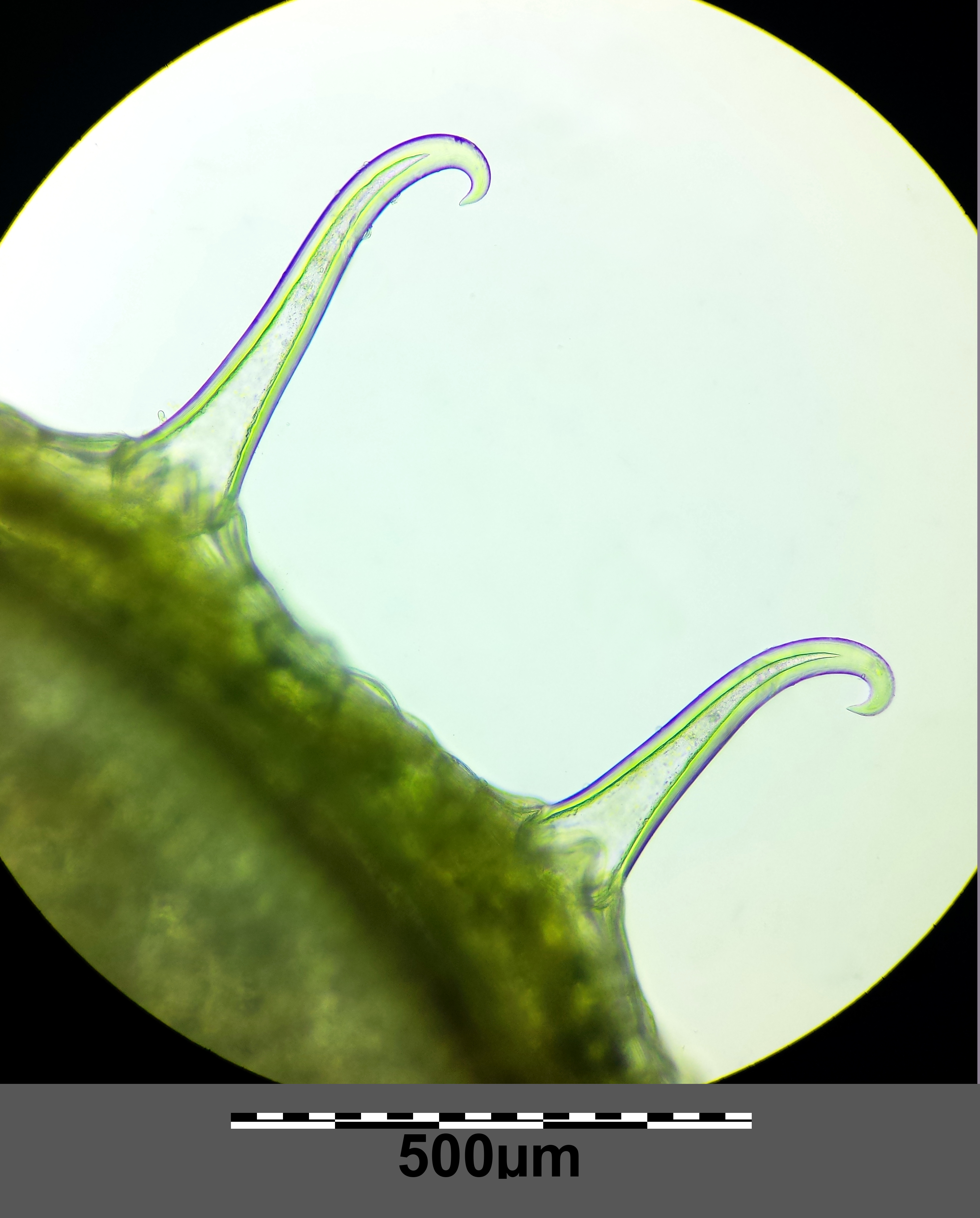
Frukt med krokborst
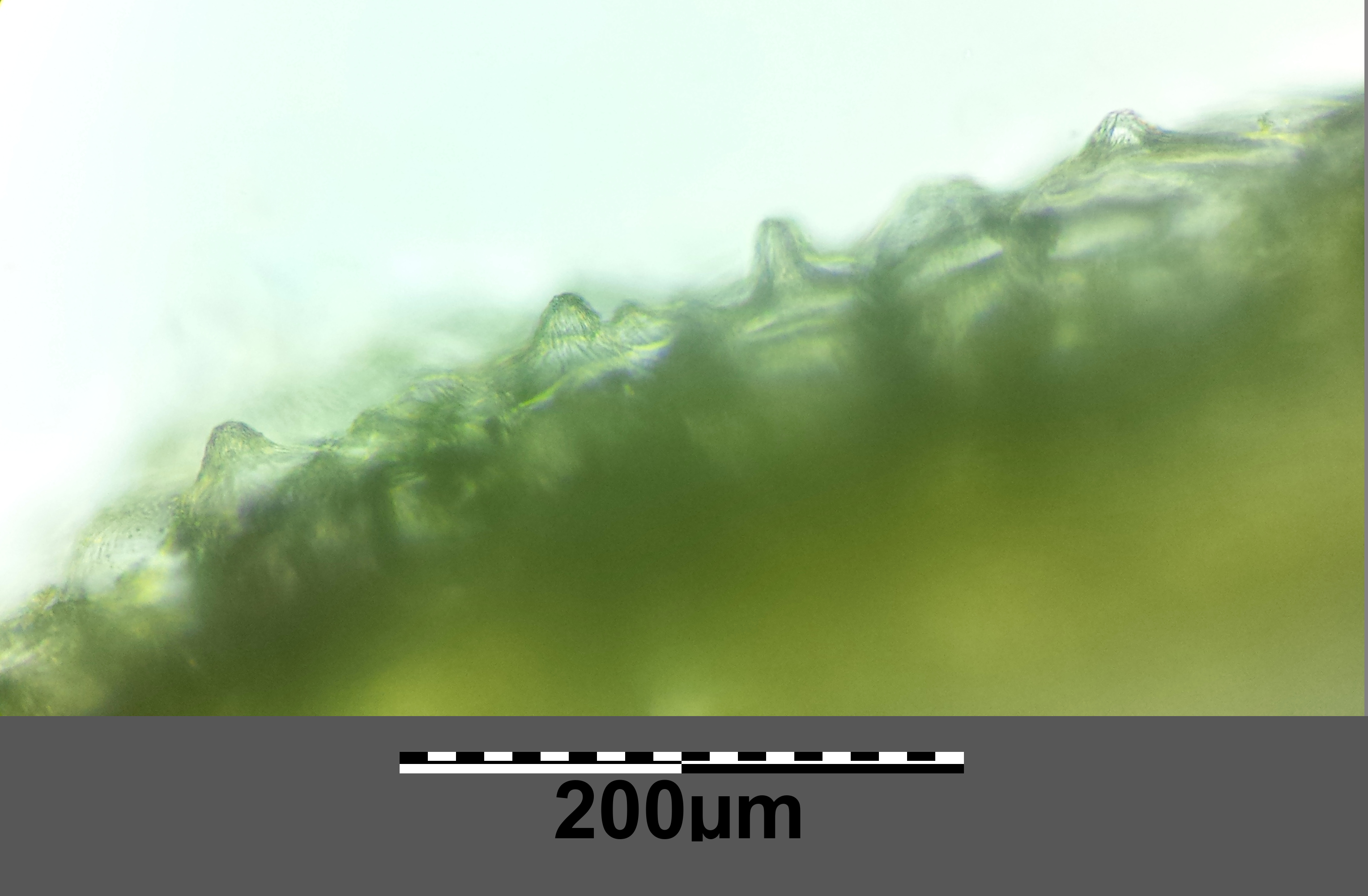
Frukt med papiller (vårtliknande utväxter)